# Bang Bang (My Baby Shot Me Down)
"Bang Bang (My Baby Shot Me Down)" là đĩa đơn thứ hai của nữ ca sĩ Cher từ đĩa nhạc thứ hai của cô, The Sonny Side of Chér (1966). Ca khúc được viết bởi chồng cô lúc đó là Sonny Bono và được phát hành vào năm 1966. Bản nhạc xếp hạng 3 trong bảng UK Singles Chart và hạng 2 tại Billboard Hot 100 trong vòng một tuần, trở thành một trong những đĩa đơn bán chạy nhất của Cher trong thập niên 1960.
Bản nhạc này lúc đó ở Việt nam thường được nữ ca sĩ Thanh Lan hát phiên bản tiếng Pháp và tiếng Việt với tựa đề Khi xưa ta bé, lời của nhạc sĩ Phạm Duy.

## Các phiên bản
Nancy Sinatra đã thu âm một trong những bản cover nổi tiếng nhất của bài hát cho album năm 1966 của cô How Does That Grab You? Ca khúc sử dụng tiếng guitar tremolo đặc trưng bởi Billy Strange. Phiên bản của Sinatra lại trở nên nổi tiếng một lần nữa khi được sử dụng trong phần giới thiệu của bộ phim Kill Bill Volume 1 (2003) do Quentin Tarantino làm đạo diễn.
Ca sĩ Nam Tư Đorđe Marjanović đã cover lại bài hát và đưa nó vào EP "Devojke" năm 1967 của ông.
Vanilla Fudge, một ban nhạc rock đến từ Mỹ, đã đưa bài hát này vào album cùng tên phát hành năm 1967.
Bài hát trở nên nổi tiếng ở Ý vào năm 1966, nhờ được nữ ca sĩ Dalida hát lại bằng tiếng Ý, chiếm lĩnh vị trí số một trên bảng xếp hạng trong hai tháng, giúp cô giành được bản thu âm vàng. Ca khúc sau đó xuất hiện trong album năm 1967 của cô, Piccolo Ragazzo.
Terry Reid phát hành bài hát trong album, "Bang Bang You're Terry Reid" vào ngày 30 tháng 10 năm 1968, trên Epic Records.
Trong bộ phim truyền hình Pháp Maman est chez le coiffeur (2008), một trong những cậu bé bị bỏ rơi đã hát ca khúc này.
Lady Gaga đã trình diễn "Bang Bang" theo phong cách nhạc Jazz vào tháng 7/2014 tại Jazz at Lincoln Center trong chương trình TV đặc biệt "Cheek to Cheek: LIVE" (Tony Bennett, Lady Gaga - Bang Bang).
David Guetta phát hành phiên bản EDM của ca khúc với đĩa đơn "Shot Me Down" (2014). Với phần lời được hát bởi Skylar Grey trên nền tiếng guitar từ phiên bản của Nancy Sinatra kết hợp với các đoạn nhạc ngắt quãng, đĩa đơn đã được chứng nhận vàng và bạch kim ở nhiều quốc gia.
Nữ ca sĩ Dua Lipa cũng đã hát lại bài hát vào năm 2017.
Nữ ca sĩ Caroline Polachek đã thu âm "Bang Bang" theo phong cách funk cho phần nhạc nền của bộ phim Minions: The Rise of Gru (2022), đồng thời bản tiếng Trung của bài hát cũng được trình bày bởi nữ ca sĩ người Trung Quốc G.E.M..

## Xếp hạng
| Xếp hạng (1966)            | Vị trí cao nhất |
| -------------------------- | --------------- |
| Australian Singles Chart   | 11              |
| Austrian Singles Chart     | 6               |
| Belgian Singles Chart      | 9               |
| Canadian RPM Top Singles   | 4               |
| Dutch Singles Chart        | 16              |
| German Singles Chart       | 17              |
| Irish Singles Chart        | 3               |
| Italian Singles Chart      | 6               |
| New Zealand Singles Chart  | 2               |
| Polish Singles Chart       | 15              |
| South Africa Singles Chart | 10              |
| Swedish Singles Chart      | 12              |
| UK Singles Chart           | 3               |
| US Billboard Hot 100       | 2               |
| US Cash Box Top 100        | 2               |
| Zimbabwe Singles Chart     | 4               |

| Xếp hạng (1966)                      | Vị trí |
| ------------------------------------ | ------ |
| German Singles Chart                 | 114    |
| Italian Singles Chart                | 35     |
| UK Singles (Official Charts Company) | 53     |
| US Billboard Hot 100                 | 60     |

## Phiên bản tại Việt Nam
Bài hát này, vào cuối thập niên 90 đầu thập niên 2000, được ca sĩ Thu Phương của Việt Nam hát. Đĩa đơn của ca khúc được hãng Kim Lợi Entertainment phát hành năm 2001 tại Việt Nam.
Ca sĩ Mỹ Tâm cũng thể hiện lại ca khúc này trích từ Album Vol.2 Đâu chỉ riêng em vào năm 2002.